# Hauroko
Hauroko – najgłębsze jezioro Nowej Zelandii. Głębokość maksymalna wynosi 463 m. Jezioro położone jest w górach Parku Narodowego Fiordland na Wyspie Południowej. 
Na jeziorze znajduje się jedna wyspa, nazwana „Mary”.